# Clairoix
Clairoix is een gemeente in het Franse departement Oise (regio Hauts-de-France). De plaats maakt deel uit van het arrondissement Compiègne. Clairoix telde op 1 januari 2022 2.220 inwoners. 

## Geografie
De oppervlakte van Clairoix bedroeg op 1 januari 2022 4,7 vierkante kilometer; de bevolkingsdichtheid was toen 472,3 inwoners per km². Clairoix ligt tegen Compiègne aan. De rivieren de Oise, de Aisne en l'Aronde komen er samen en het is daarna de Oise die verder gaat.

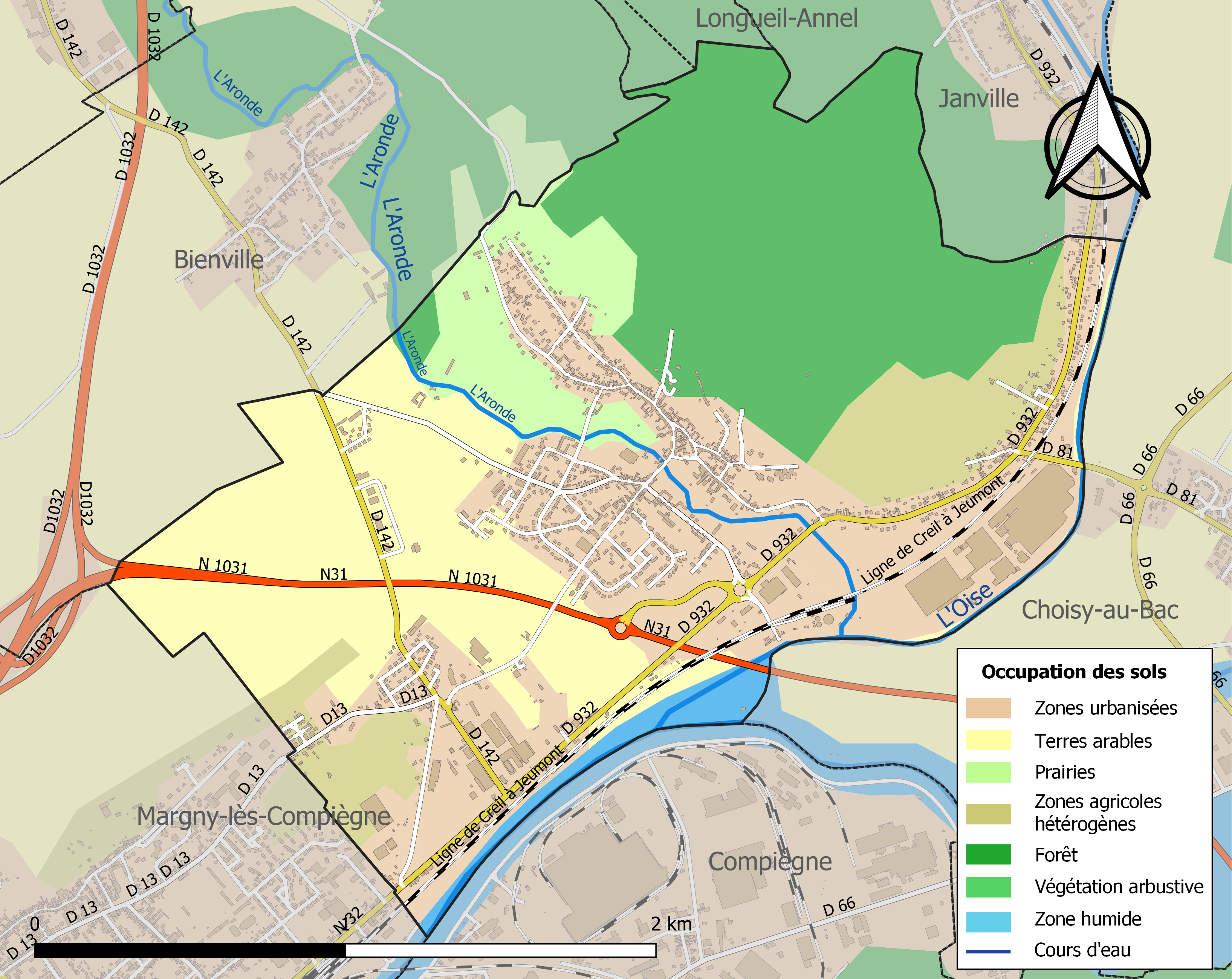
Kaart van de gemeente met belangrijkste infrastructuur, bodemgebruik en omliggende gemeenten

## Demografie
Onderstaande figuur toont het verloop van het inwonertal, bron: INSEE-tellingen. 

## Websites
- (fr)  Statistische informatie op de website van INSEE